# Івета Лутовська
Івета Лутовська (чеськ. Iveta Lutovská 14 травня 1983, Їндржихув Градець, Чехословаччина) — учасниця конкурсів краси . Івета отримала титул Miss Model of the World 2007 і титул Міс Чехія 2009 .
23 серпня 2009, Івета Лутовська представляла Чехію в Нассау Багами, на якому стала півфіналісткою на конкурсі Міс Всесвіт 2009.